# Крестинський Микола Миколайович
Микола Миколайович Крестинський (13 (25) жовтня 1883 , Могильов, Могильовська губернія, Російська імперія  — 15 березня 1938 , Москва ) — революційний діяч Російської імперії, державний та партійний діяч РСФРР і СРСР, дипломат. Член ЦК РСДРП(б) (РКП(б) (1917—1921). Член Політичного бюро ЦК РКП(б) з 25 березня 1919 по 8 березня 1921 року. Член Організаційного бюро ЦК РКП(б) з 25 березня 1919 по 8 березня 1921 року. Відповідальний секретар ЦК РКП(б) з 29 листопада 1919 по 8 березня 1921 року. Член ВЦВК РСФРР і ЦВК СРСР.

## Життєпис
Народився в родині вчителя у Могильові. У 1901 році закінчив 2-у Віленську гімназію із золотою медаллю.
Член РСДРП від 1903 року. Вів партійну роботу у Вільно, Вітебську, Ковно, був членом міських комітетів РСДРП. У 1906 році репрезентував Північно-Західний обласний комітете РСДРП в ЦК і Більшовицькому центрі.
1907 року закінчив юридичний факультет Петербурзького університету. З 1907 року працював помічником присяжного повіреного і  присяжним повіреним.
Від 1907 співпрацював із соціал-демократичною фракцією Державної думи, у 1908—1914 роках був юрисконсультом низки профспілок і соціал-демократичної фракції в 3-й та 4-й Державній думі. Публікувався у більшовицьких виданнях.
Неодноразово був заарештований. У 1914 році засланий до Єкатеринбурга, потім до Кунгура.
Після Лютневої революції 1917 року — голова Уральського обласного і заступник голови Єкатеринбурзького міського комітетів РСДРП(б). 1917 року на 6-му з'їзді РСДРП(б) був заочно обраний членом ЦК партії.
Під час Жовтневого перевороту 1917 року — голова Єкатеринбурзького військово-революційного комітету (ВРК), активний учасник боротьби за встановлення Радянської влади на Уралі. З кінця 1917 року у Петрограді: заступник головного комісара Народного банку. З 27 лютого по березень 1918 року — член колегії Народного комісаріату фінансів РСФРР. Від березня 1918 року — товариш (заступник) голови Народного банку і одночасно комісар юстиції трудової комуни Петрограда і Союзу комун Північної області. У період укладення Брестського миру належав до «лівих комуністів».
З 16 серпня 1918 по квітень 1922 року — народний комісар фінансів РСФСРР і, одночасно, 29 листопада 1919 — 8 березня 1921 року — секретар ЦК РКП(б). Від березня 1919 до березня 1921 член Політбюро ЦК РКП(б). Під час дискусії про профспілки — прибічник Л. Д. Троцького.
20 жовтня 1921 — 20 червня 1922 року — дипломатичний представник РРФСР у Німеччині. 20 червня 1922 — 26 вересня 1930 року — повноважний представник РРФСР (СРСР) у Німеччині. 1922 року брав участь у Гаагській конференції. 
1927 року приєднався до «нової опозиції», від якої відійшов 1928 року.
У вересні 1930 — березні 1937 року — заступник, 1-й заступник народного комісара закордонних справ СРСР. У березні — травні 1937 року — заступник народного комісара юстиції СРСР.
Делегат 7, 9—14. 16, 17-го з'їздів РКП(б)—ВКП(б); на 7—9-му з'їздах обирався членом ЦК РКП(б). 
29 травня 1937 року заарештований органами НКВС. Репресований, після катувань визнав «свою злочинну діяльність». Страчений 15 березня 1938 року. Реабілітований 6 липня 1963 року.

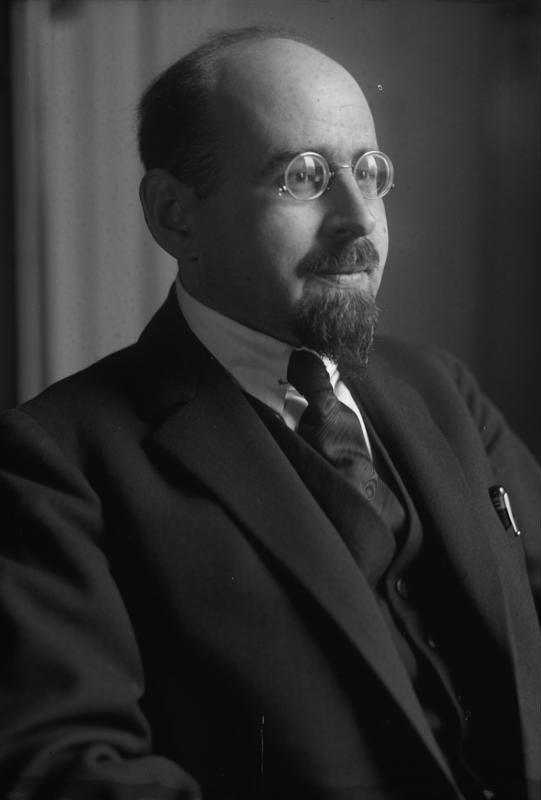
Берлін, грудень 1929
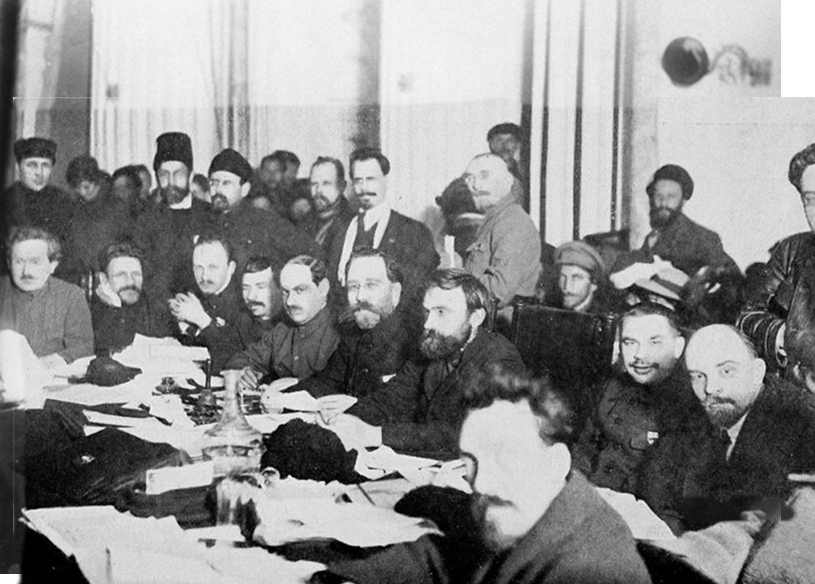
У президії IX з'їзду РКП(б)